# Wielątki-Folwark
Wielątki-Folwark – wieś w Polsce położona w województwie mazowieckim, w powiecie wyszkowskim, w gminie Rząśnik. Ma status sołectwa.
| SIMC    | Nazwa                    | Rodzaj    |
| ------- | ------------------------ | --------- |
| 0519216 | Działki                  | część wsi |
| 0519245 | Gajówka Wielątki-Folwark | część wsi |
| 0519222 | Podborze                 | część wsi |

W latach 1975–1998 miejscowość administracyjnie należała do województwa ostrołęckiego.